# الونا بوندارنکو
الونا ولودیمیریونا بوندارنکو (به اوکراینی: Альона Володимирівна Бондаренко؛ متولد ۱۳ اوت ۱۹۸۴)، تنیسوری حرفه‌ای از اوکراین است. الونا، خواهر بزرگ‌تر کترینا بوندارنکو است که او هم یک تنیسور حرفه‌ای دبلیوتی‌ای است. او در گذشته به همراه خواهر بزرگترش، والریا، در رقابت‌های دونفره شرکت می‌کرد.
بهترین رتبهٔ او ۱۹ بود که در ۱۴ آوریل ۲۰۰۸ به دست آمد.
او به همراه خواهرش، کترینا، با شکست تیم ویکتوریا ازارنکا و شاهار پیر فاتح آزاد استرالیا ۲۰۰۸ در بخش دونفره شدند.